# Sheldon Glashow
Sheldon Lee Glashow (født 5. december 1932) er en amerikansk teoretisk fysiker. Han modtog nobelprisen i fysik i 1979 sammen med Steven Weinberg og Abdus Salam for sit arbejde med elektrosvag krafter. Han er Metcalf Professor i matematik og fysik på Boston University og Eugene Higgins Professor of Physics, Emeritus, ved Harvard University. Han er også medlem Board of Sponsors på Bulletin of the Atomic Scientists.